# 長田紫乃
長田 紫乃(ながた しの、1986年10月23日 - )は、日本の女性俳優、翻訳家。ドイツ戯曲の翻訳、上演で知られる。ベルリン在住。演劇ユニット「I.N.S.N.(イナセナ)企画」主宰。

## 人物
神奈川県横浜市生まれ。幼少期をオーストリア（0～4歳） 、ドイツ（4〜7歳）で過ごした後、群馬県前橋市に移る。前橋市立第六中学校、群馬県立高崎女子高等学校を経て、東京大学文学部（ドイツ文学専攻）を卒業。文学座附属演劇研究所（第47期）出身。2012年秋に I.N.S.N.企画を立ち上げた。
2014年ごろから戯曲翻訳の一部で、ドイツ政府が設立した国際文化交流機関であるゲーテ・インスティトゥートの助成を受けるようになる。日本の文化庁の2016年度新進芸術家海外研修（演劇）対象者として渡独し、現在に至る。

## 家族・親族
- 父は鹿児島国際大学国際文化学部音楽学科教授で、元群馬交響楽団コンサートマスターの長田新太郎。東京都生まれ。慶應義塾普通部、慶應義塾高等学校を経て、慶應義塾大学経済学部を卒業[6]。在学中は慶應義塾ワグネル・ソサィエティー・オーケストラのコンサートマスターも務めた[6]。その後、ヴァイオリニストを志し、徳永二男、海野義雄に師事、本格的な勉強を始めた[7]。東京藝術大学音楽学部器楽科ヴァイオリン専攻に入学し、阿部靖のもとで研鑽を積む。同大学卒業後は、ソリストとして活躍する一方、伴有雄の紹介により、ニュー・フィル・ハーモニー・オーケストラ千葉の創設に参加、コンサートマスターを務めた[8]。1987年に留学のため同オーケストラを退団、ウィーン市立音楽院にて、A・アレンコフに師事。在学中もヨーロッパ各地、中国、日本等で、ソロ、室内楽の分野で活躍を続ける。1990年、J・S・バッハ生誕の地にある、ドイツ・アイゼナハ州立劇場管弦楽団と特別契約、首席コンサートマスターとなる[8]。シンフォニー、オペラ、現代音楽、宗教音楽と幅広い活躍をする。1992年には、ドイツワグナー協会よりバイロイト奨学生に選ばれた。1994年1月、アイゼナハ州立管弦楽団を退団。1994年2月から2010年3月まで群馬交響楽団コンサートマスターを務めた[8]。同年4月より現職。その他、島根県立看護短期大学客員教授なども務めた[6]。
- 母はフルート奏者の長田万希。東京都出身。東京学芸大学大学院音楽科修士課程を修了後に渡欧し、ウィーン市立音楽院に学んだ[8]。フルートを吉田雅夫、三村園子、G・ヘヒテル各氏に師事。ウィーン市立音楽院管弦楽団首席フルート奏者を務めた後、ドイツに居を移し、ドイツ国内でフリー奏者としてオーケストラ、室内楽、ソロの分野で活躍。1994年に帰国し、活動の場を日本に移した[8]。
- 弟はプロのバレエダンサーで、ドイツ北東部のアンハルティシェス・テアター・デッサウ（ドイツ語: Anhaltisches Theater Dessau）所属の長田新之介。1992年にドイツ・アイゼナハで生まれ、幼少期を群馬県前橋市で過ごした。慶應義塾湘南藤沢高等部卒業[9]、慶應義塾大学文学部中退[10]。10歳のときに群馬音楽センターで上演された『白鳥の湖』を観たことをきっかけとしてバレエを始め、21歳でプロのバレエダンサーを目指してドイツに渡り、ニュルンベルクのバレエ学校で3年近く学んだ[9]。現在はデッサウに在住[9]。
- 父方の遠縁に第74代内閣総理大臣竹下登がいる。

## 公演

### I.N.S.N.企画
- 新・スチュワーデス物語（2012）
  - 出演：長田紫乃、増岡裕子、備本愛香、新倉優、松本しゃこ、室井沙織、服部善明、小笠原東院健吉、荻原祐哉
  - 脚本：増岡裕子、長田紫乃
  - 演出：左藤慶
  - 場所：ギャラリーLE DECO
- 金色の龍（2013、原題：Der goldene Drache）
  - 出演：原田大二郎、玉井碧、大原康裕、西村俊彦、増岡裕子、長田紫乃
  - 脚本：ローラント・シンメルプフェニヒ（ドイツ語: Roland Schimmelpfennig）
  - 翻訳:長田紫乃 演出：中野志朗
  - 場所：ギャラリーLE DECO
- 破産（2014）
  - 出演：いしだ壱成、得丸伸二、浅地直樹、アンディ本山、井田智美、中根百合香、長田紫乃
  - 原作：嶽本野ばら『破産』(小学館刊) (C)嶽本野ばら／小学館
  - 脚本：長田紫乃／演出：望月純吉
  - 場所：新宿タイニイアリス
- カスパーホイザーメア～そのドア、開けるの、開けないの？～（2014、原題：Kaspar Häuser Meer、 ゲーテ・インスティトゥート翻訳助成作品）
  - 出演：氏家恵、増岡裕子、長田紫乃
  - 作：フェリツィア・ツェラー（ドイツ語: Felicia Zeller）
  - 翻訳：長田紫乃／演出：小山ゆうな
  - 共催：東京ドイツ文化センター
  - 場所：赤坂エノキザカスタジオ
- 山歩き♡がきれいなの（2017、原題：Mein Herz ist rein）
  - 出演：モロ師岡、氏家恵、霜山多加志、今井勝法、井上花菜、長田 紫乃
  - 作：マルティン・ヘックマンス（ドイツ語: Martin Heckmanns）
  - 翻訳：長田紫乃／演出：小山ゆうな
  - 場所：赤坂エノキザカスタジオ

## 翻訳のみの作品

### ドイツ同時代演劇リーディング・シリーズ
ゲーテ・インスティトゥート翻訳助成作品。
- 観客たち(2017、原題：Die Zuschauer)
  - 作・マルティン・ヘックマンス（ドイツ語: Martin Heckmanns） 演出・所 奏
  - 出演：押切英希、山本郁子、亀田佳明、伊藤安那、前東美菜子、岡本温子
- 明日から世界が! (2017、原題：Und jetzt: die Welt!)
  - 作・ジビレ・ベルク（ドイツ語: Sibylle Berg） 演出・西本由香
  - 出演：伊藤安那

### その他
- 春のめざめ (2014、原題：Frühlings Erwachen)
  - 【スタッフ】作＝フランク・ヴェーデキント　上演台本＝鐘下辰男　脚色・演出＝高橋正徳（文学座）
  - 【キャスト】相葉裕樹／木戸邑弥／栗原類／武田航平／中島歩／笹本玲奈／横田美紀／金沢映子（文学座）／櫻井章喜（文学座）
- 背骨パキパキ「回転木馬」 (2014、原題：Liliom)
  - 作=モルナール・フェレンツ